# Jack Lambert (football américain)
Pour les articles homonymes, voir Jack Lambert et Lambert.
Pro Football Hall of Fame 1990
(en) Statistiques sur pro-football-reference
John Harold « Jack » Lambert, né le 8 juillet 1952 à Mantua (Ohio), est un joueur américain de football américain ayant évolué au poste de linebacker.

## Biographie
Étudiant à l'université d'État de Kent, il a joué pour les Golden Flashes de Kent State. Il fut drafté en 1974 à la 46e place (deuxième tour) par les Steelers de Pittsburgh, dans ce draft mémorable pour la franchise de Pennsylvanie car elle sélectionnera quatre Hall of Famers : Lambert, Lynn Swann, John Stallworth et Mike Webster.
Lambert restera toute sa carrière dans la franchise avec laquelle il remporta quatre Super Bowls (IX, X, XIII et XIV).
En 1974 et 1976, il sera NFL Defensive Player of the Year.
Il fut sélectionné neuf fois pour le Pro Bowl et en All-Pro (1975, 1976, 1977, 1978, 1979, 1980, 1981, 1982 et 1983).
Il a intégré le Pro Football Hall of Fame en 1990. Il fait également partie de l'équipe NFL de la décennie 1970 et 1980 ainsi que de l'équipe du 75e anniversaire de la NFL.